# Kleinberggroeve Zuid

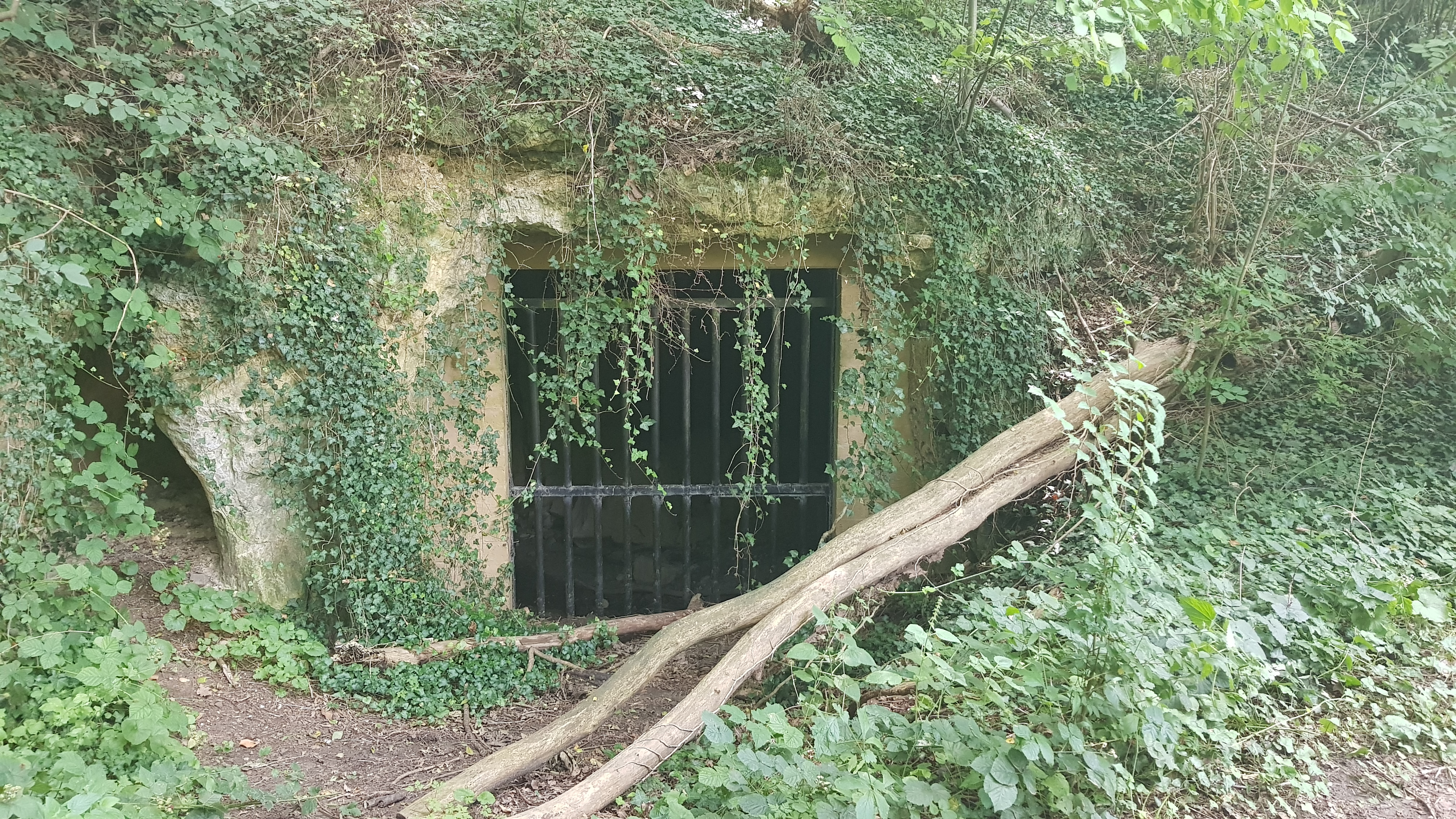
Kleinberggroeve Zuid

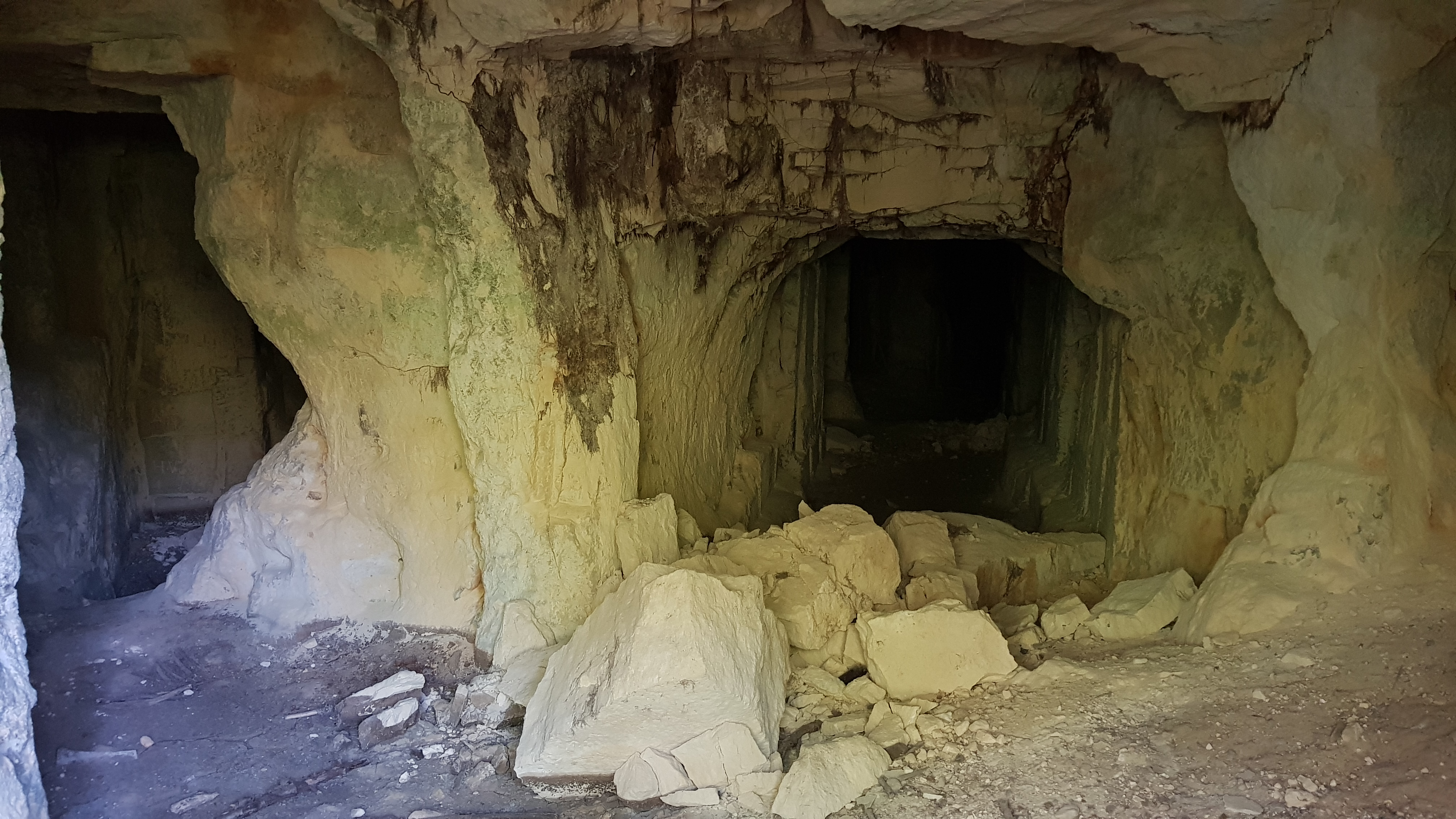
Kleinberggroeve Zuid

De Kleinberggroeve Zuid is een Limburgse mergelgroeve bij Cadier en Keer in de Nederlandse gemeente Eijsden-Margraten. De ondergrondse groeve ligt ten zuiden van de Heugemerweg, de weg van Cadier en Keer naar De Heeg, in de Mosterdberg in het noordelijke deel van het Savelsbos. De groeve ligt aan de westelijke rand van het Plateau van Margraten in de overgang naar het Maasdal. Ter plaatse duikt het plateau een aantal meter steil naar beneden.
Op ongeveer 100 meter naar het noorden ligt de Kleinberggroeve Noord, op ruim 500 meter naar het noorden liggen de Mosterdberggroeve Noord en Mosterdberggroeve Zuid en op respectievelijk ongeveer 175 en 250 meter naar het zuiden liggen de Groeve achter de Hotsboom en de Hotsboomgroeve.

## Geschiedenis
Reeds voor 1600 werd de groeve ontgonnen door blokbrekers gebruikt voor de winning van kalksteen.
Sinds 1953 is het Savelsbos inclusief het gebied van deze groeve in beheer van Staatsbosbeheer.

## Groeve
De groeve heeft slechts een gang van ongeveer 50 meter en enkele zijgangen.
De groeve-ingang is afgesloten met een hekwerk, zodat mensen er niet in kunnen maar vleermuizen en andere kleine dieren wel.

## Geologie
De groeve is uitgehouwen in de Kalksteen van Nekum, vlak onder de Horizont van Caster.